# Baojun E300
Der Baojun E300 ist ein batterieelektrisch angetriebener Kleinstwagen der zum chinesischen Automobilhersteller SAIC GM Wuling gehörenden Marke Baojun.

## Geschichte
Erste Bilder des Fahrzeugs im kubischen Design zeigte der Hersteller im Dezember 2019. Damals wurde es noch als new energy vehicle (NEV) angekündigt. Öffentlichkeitspremiere hatte der Kleinstwagen im Januar 2020 in Guangxi. Dabei wurde auch der Name bekanntgegeben. Ab Mai 2020 wurde die Baureihe in China verkauft, ehe im August 2021 mit dem KiWi EV das Nachfolgemodell in den Handel kam.
Der Wagen wurde als kürzerer E300 mit zwei oder drei Sitzplätzen oder als längerer E300 Plus mit vier Sitzplätzen angeboten.

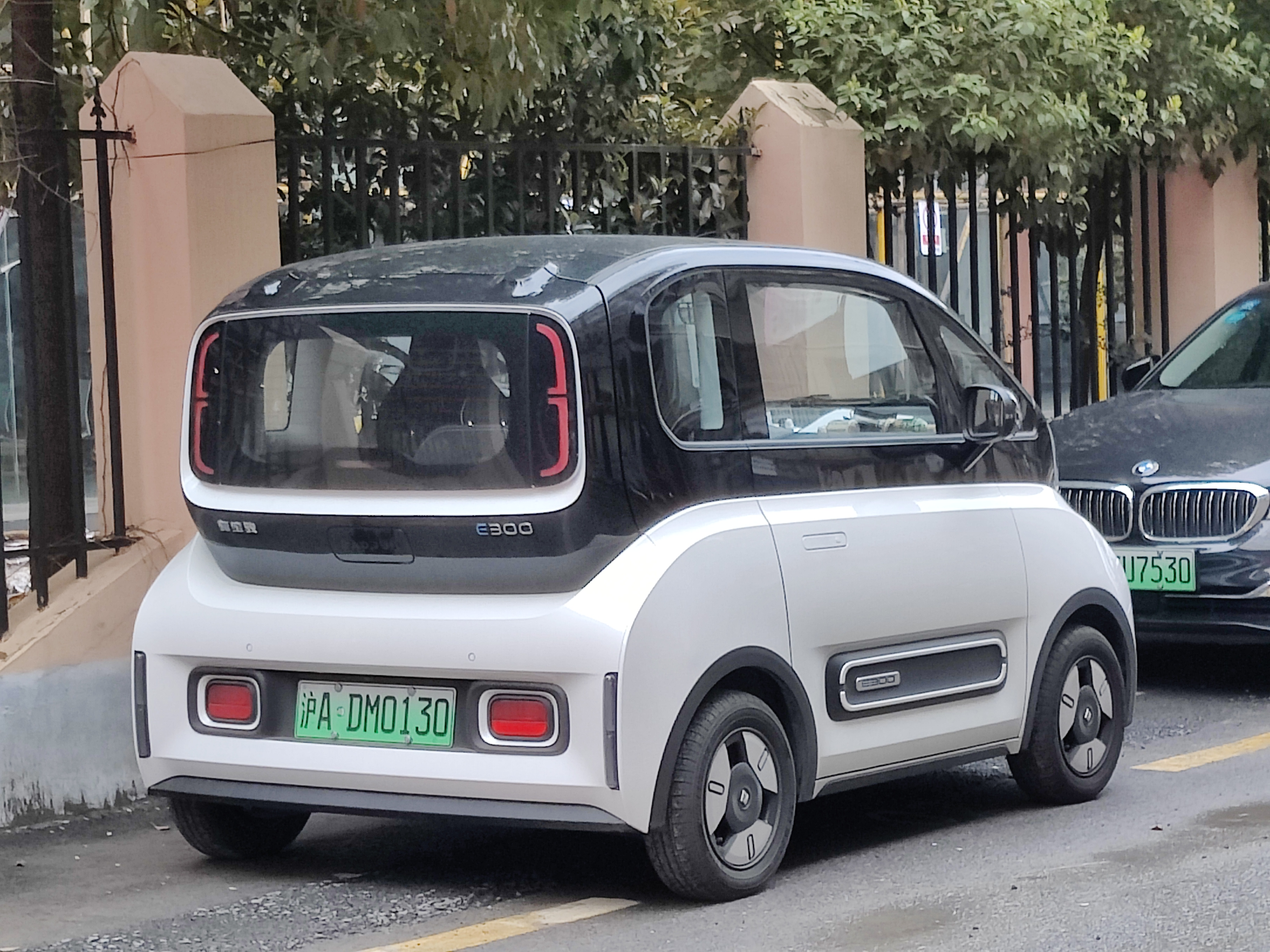
Heckansicht
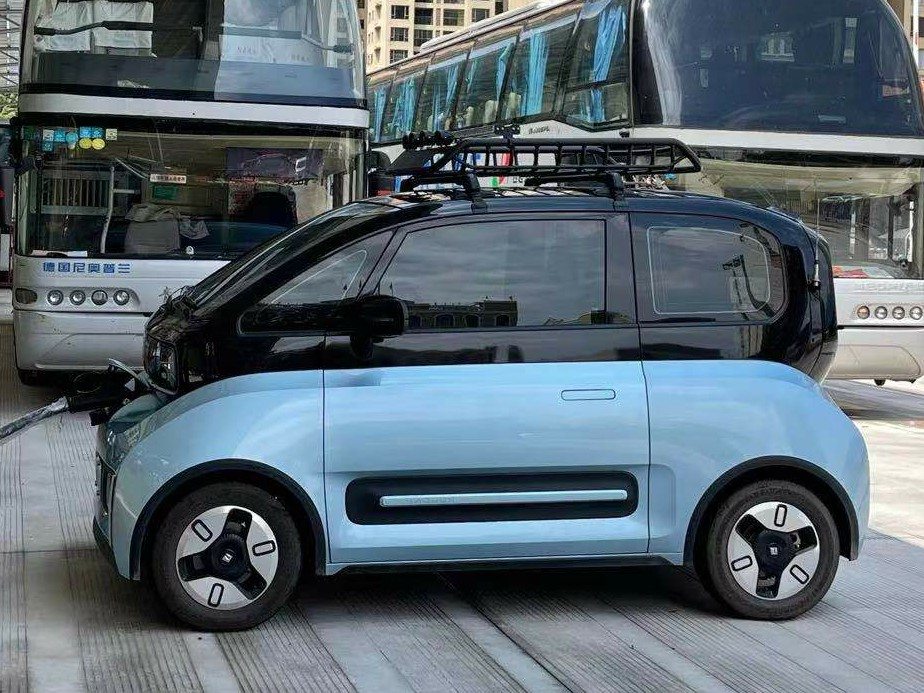
Baojun E300 Plus (2020–2021)
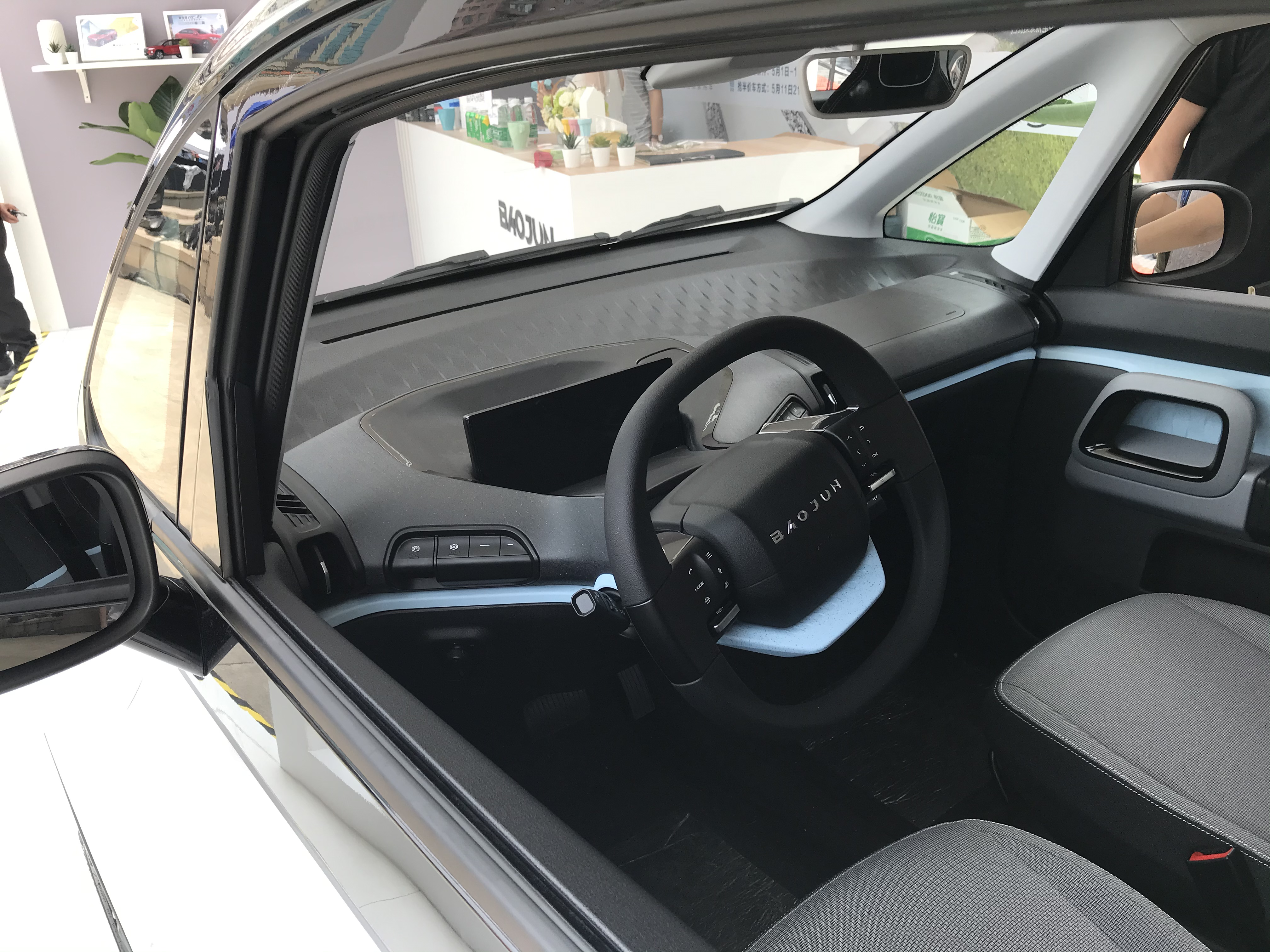
Innenansicht

## Technische Daten
Angetrieben wird der E300 von einem 39 kW (53 PS) starken Elektromotor. Die Reichweite gibt der Hersteller mit 305 km nach dem NEFZ-Fahrzyklus an.